# 狂人の太鼓
『狂人の太鼓』（きょうじんのたいこ、原題: Madman's Drum）はアメリカ合衆国のリンド・ウォード (1905–1985) によるワードレスノベル作品。1930年に刊行された。ワードレスノベルは文字を用いず絵によって物語を表現する形式で、本書は118枚の木口木版画で構成されている。アフリカで現地民を殺して悪魔の顔が描かれた太鼓を奪った奴隷商人とその家族に降りかかる運命を描いている。日本版は2002年刊。
ウォードにとって1929年の Gods' Manに続く第2作にあたる本書では、ワードレスノベルという形式の可能性がさらに深く追求されている。人物造形には陰影が増し、構成は複雑で作り込まれ、社会不正への怒りがより強く表現されている。ウォードは繊細なディテールを表現するため彫り具のバリエーションを増やし、象徴の利用や誇張された表情による感情表現をさらに押し進めている。しかし作品としては前作ほど評価されず、次作 Wild Pilgrimage (1932) は物語を伝わりやすくする方向にシフトしている。
本書は発刊時から売れ行きが良く、前作のヒットと合わせて米国で同ジャンルの書籍の刊行を招いた。1943年に心理学者ヘンリー・マレーが作成した性格傾向検査TATには本作から2枚の絵が取り入れられている。

## あらすじ
主人公の父親がアフリカで現地民を殺し、悪魔の顔が描かれた太鼓を奪うのが物語の発端となる。奴隷貿易で財を成した男は故郷に邸宅を構えて一家を住まわせ、太鼓を壁に飾るが、幼い息子が太鼓で遊んでいるのを見ると体罰を与えて勉学を強いる。男はアフリカを目指して再び航海に出たまま戻ってこなかった。若者は生活のための労働を猶予され、同輩のように悪習に染まることなく学問に励む。あるとき思い立って信仰を捨てるが、それがきっかけとなって母親は命を落とす。
成人した主人公は天文学の研究に没頭し、妻や二人の娘に対して冷淡にふるまう。やがて家族は一人ずつ失われていく。妻は楽士と駆け落ちした末に行き倒れる。娘の一人は労働運動を率いていた恋人が罪を着せられて処刑されたことで鬱に沈む。もう一人の娘は女衒に誘惑されて娼婦となる。主人公は正気を失い、禁断の太鼓を手に取ると、それまでの人生で折に触れて姿を見せていた謎めいた笛吹きとともに何処かへ去っていく。

## 背景
リンド・ウォード (1905–1985) はシカゴで生まれた。父ハリー・F・ウォードはメソジスト教会の牧師で、社会運動家としてはアメリカ自由人権協会の初代会長を務めた。ウォードの作品にはおしなべて、社会不正に関心が高かった父親からの影響が見られる。ウォードは幼い頃から美術に興味を持ち、高校や大学では学生新聞にイラストレーションや文章を寄稿した。
1926年にコロンビア大学で美術の学位を取得した直後、後に児童小説家となるメイ・マクニアーと結婚し、長期の新婚旅行としてヨーロッパに留学した。ドイツのライプツィヒで1年にわたって木口木版を学ぶ間にドイツ表現主義に触れ、フラマン人の木版画家フランス・マシリール (1889–1972) のワードレスノベル作品 Le Soleil（→太陽） (1919) を読んだ。翌年に米国へ帰国すると挿絵画家としての活動を開始した。ニューヨークに在住していた1929年にドイツ人画家オットー・ニュッケル(1888–1955) のワードレスノベル Schicksal（→運命） (1926) と出会う。ある娼婦の生涯を描いた作品で、作風はマシリールの影響を受けていたが映画的な技法が取り入れられていた。ウォードは同作に触発されて自身でも Gods' Man（→神の僕）(1929) を制作した。第2作となる Madman's Drum（『狂人の太鼓』）でウォードはこの物語様式の可能性をさらに深く追求し、特に Gods' Man の登場人物に個性が欠けていた点を克服しようと試みた。

## 制作と刊行の経緯
ウォードは本作のために118枚の版画を制作した。いずれも白黒で、絵のサイズは4インチ×3インチ（10 cm × 7.6 cm）から5インチ×4インチ（13 cm × 10 cm）まで幅があった。1930年10月にケープ&スミス社からソフトカバー版と309部限定のサイン入りデラックス版が刊行され、英国ではジョナサン・ケープ社から1930年に刊行された。1974年に出たウォードの画集 Storyteller Without Words: The Wood Engravings of Lynd Ward にも本作は収録された。2002年に国書刊行会が日本版を出した。2005年には米国のドーヴァー・パブリケーションズが単行本を復刊した。2010年、漫画家アート・スピーゲルマンの編集により、ライブラリー・オブ・アメリカからウォードのワードレスノベル6作の合本 Lynd Ward: Six Novels in Woodcuts が刊行された。
本書の原版木は、ワシントンDCにあるジョージタウン大学のジョセフ・マーク・ローインガー記念図書館にリンド・ウォード・コレクションの一部として収蔵されている。

## 作風
『狂人の太鼓』は前作 Gods' Man より野心的な作品で、登場人物は多くプロットも複雑である。主人公の娘の恋人である共産主義者が冤罪によって処刑されるサブプロットには、当時のサッコ・ヴァンゼッティ事件 (1920) に対するウォードの怒りが反映されている。後年にウォードは、本作の舞台が「今から100年以上前の … 明らかにここではない別の国」だが、物語の内容は「どんな時代でも、ほとんどどんな場所でも」起こりうることだと述べている。
作画は線質や質感のバリエーションに富み、Gods' Man よりもディテールが細密になっている。ウォードは本作で新しい彫り具を導入しており、連発ビュランで平行線を彫ったり、植物の有機的な質感を出すのに先丸のビュランを用いたりしている。主人公の尖った鼻や後退した前髪の生え際、妻のドレスのチェック柄のように、顔や衣服の特徴によって登場人物の描き分けが行われている。怒りや恐怖のような感情は誇張された表情によって豊かに表現される。
ウォードは本作で象徴的な図像を数多く用いている。若い女性の純潔は身に着けている花によって表され、その純潔を奪う若者は数多くの花で衣服を飾っている。若者の家は花柄の化粧漆喰で装飾され、男根を象徴する槍状の柵を持ち、風見は勝ち誇る鶏の姿をしている。
フランス人のコミック原作者ジェローム・ル・グラテンはタイトルの「狂った男」が指す対象には複数の解釈が成り立つとして、禁じられた情動を象徴する太鼓の絵・征服されたアフリカの男・2代にわたる家父長・エロスとタナトスに擬せられた笛吹を挙げた。さらに本作に政治的・芸術的な野心を込めたウォード自身にも当てはまると書いている。

## 反響と影響
1930年の刊行当時、本書は必ずしも良い批評を受けたわけではなかったが、前作 Gods' Man の余波で売れ行きは非常に良かった。米国の出版社は2作のヒットを追って類書を数多く出版した。1930年にニュッケルの Schicksal が Destiny の題で刊行されるなど、ヨーロッパの作品も米国の作品もあった。しかしワードレスノベルへの注目は一過性のもので、マシリールとウォードを除けば1作しか描かない作家がほとんどだった。ウォードが描いた6作は後発になるほど発行部数が落ちていった。ウォードは7作目を完成させることができず、1940年にこのジャンルを離れた。
1943年、心理学者ヘンリー・マレーが自作の性格傾向検査TATに本書から取った絵2枚を利用した。
1931年に『バーリントン・マガジン』誌に載った書評は、作画にむらがあることや、章題には文字が使われていた Gods’ Man と比べて物語が分かりにくくなったことを指摘して、本書の実験が失敗していると書いた。漫画家アート・スピーゲルマンは本書を「2年目のジンクス」と呼び、登場人物を肉付けしてプロットを複雑にしようとするあまり物語の流れが犠牲になっていると述べた。作画については構図において進歩しているが、前作の力強い画風と比べて精細な彫り込みが絵を「読みにくく」しているという。スピ―ゲルマンによるとウォードは本作を教訓にして次作 Wild Pilgrimage では画風やプロットをすっきりと簡潔にしている。一方で、グラント・スコットは本作がモダニズム小説の複雑さを絵だけで再現しようという大きな挑戦にかなりの程度成功したと評価している。ジェローム・ル・グラテンは『狂人の太鼓』をウォードが初めて達成した傑作と呼んでおり、実験性を賞賛して「瑕疵はいずれも勝利の印であり、失敗はいずれも成功の印である」と書いた。笹本純はやや図式的な寓話であった前作と比べてノベルと呼ぶに相応しいリアルさと象徴性をそなえているとした。